# Erdenis Gurishta
Erdenis Gurishta (Scutari, 24 aprile 1995) è un calciatore albanese, difensore del Vllaznia.

## Carriera

### Club
Il 31 gennaio 2015 firma con il Vllaznia un contratto biennale con scadenza il 30 giugno 2017. Il 1º luglio 2023 viene acquistato a parametro zero dalla squadra bulgara del CSKA 1948 Sofia.

### Nazionale
Debutta con la maglia della nazionale albanese Under-21 il 16 giugno 2015 nella partita amichevole persa per 4 a 1 contro la Svezia Under-21. Il 2 settembre 2016 gioca la sua prima partita nelle qualificazioni all'Europeo 2017, persa per 2 a 1 contro la Grecia Under-21.
Il 20 ottobre 2022 riceve la sua prima convocazione dalla nazionale maggiore per la partita amichevole contro l'Arabia Saudita del 26 ottobre successivo.

## Statistiche

### Presenze e reti nei club
Statistiche aggiornate al 10 luglio 2025.
| Stagione        | Squadra         | Campionato      | Campionato | Campionato | Coppe nazionali | Coppe nazionali | Coppe nazionali | Coppe continentali | Coppe continentali | Coppe continentali | Altre coppe | Altre coppe | Altre coppe | Totale | Totale |
| Stagione        | Squadra         | Comp            | Pres       | Reti       | Comp            | Pres            | Reti            | Comp               | Pres               | Reti               | Comp        | Pres        | Reti        | Pres   | Reti   |
| --------------- | --------------- | --------------- | ---------- | ---------- | --------------- | --------------- | --------------- | ------------------ | ------------------ | ------------------ | ----------- | ----------- | ----------- | ------ | ------ |
| 2014-gen. 2015  | Veleçiku        | KP              | 9          | 0          | CA              | 3               | 0               | -                  | -                  | -                  | -           | -           | -           | 12     | 0      |
| gen.-giu. 2015  | Vllaznia        | KS              | 7          | 0          | CA              | 0               | 0               | -                  | -                  | -                  | -           | -           | -           | 7      | 0      |
| 2015-2016       | Vllaznia        | KS              | 13         | 0          | CA              | 4               | 0               | -                  | -                  | -                  | -           | -           | -           | 17     | 0      |
| 2016-2017       | Vllaznia        | KS              | 21         | 2          | CA              | 3               | 0               | -                  | -                  | -                  | -           | -           | -           | 24     | 2      |
| 2017-2018       | Vllaznia        | KS              | 18         | 0          | CA              | 4               | 0               | -                  | -                  | -                  | -           | -           | -           | 22     | 0      |
| 2018-2019       | Vllaznia        | KP              | 26         | 1          | CA              | 4               | 0               | -                  | -                  | -                  | -           | -           | -           | 30     | 1      |
| 2019-2020       | Vllaznia        | KS              | 32+1       | 2+0        | CA              | 4               | 0               | -                  | -                  | -                  | -           | -           | -           | 37     | 2      |
| 2020-2021       | Vllaznia        | KS              | 34         | 0          | CA              | 4               | 0               | -                  | -                  | -                  | -           | -           | -           | 38     | 0      |
| 2021-2022       | Vllaznia        | KS              | 26         | 2          | CA              | 7               | 0               | UECL               | 4                  | 0                  | SA          | 1           | 0           | 38     | 2      |
| 2022-2023       | Vllaznia        | KS              | 30         | 0          | CA              | 7               | 0               | UECL               | 2                  | 0                  | SA          | 1           | 0           | 40     | 0      |
| 2023-2024       | CSKA 1948 Sofia | PL              | 9          | 0          | CB              | 1               | 0               | UECL               | 2                  | 0                  | -           | -           | -           | 12     | 0      |
| 2024-2025       | Vllaznia        | KS              | 29+2       | 0          | CA              | 5               | 0               | UECL               | 2                  | 0                  | -           | -           | -           | 38     | 0      |
| 2025-2026       | Vllaznia        | KS              | 0          | 0          | CA              | 0               | 0               | UECL               | 1                  | 0                  | -           | -           | -           | 1      | 0      |
| Totale Vllaznia | Totale Vllaznia | Totale Vllaznia | 236+3      | 7+0        |                 | 42              | 0               |                    | 9                  | 0                  |             | 2           | 0           | 292    | 7      |
| Totale carriera | Totale carriera | Totale carriera | 256+1      | 7+0        |                 | 46              | 0               |                    | 11                 | 0                  |             | 2           | 0           | 316    | 7      |

### Cronologia presenze e reti in nazionale
| Cronologia completa delle presenze e delle reti in nazionale ― Albania | Cronologia completa delle presenze e delle reti in nazionale ― Albania | Cronologia completa delle presenze e delle reti in nazionale ― Albania | Cronologia completa delle presenze e delle reti in nazionale ― Albania | Cronologia completa delle presenze e delle reti in nazionale ― Albania | Cronologia completa delle presenze e delle reti in nazionale ― Albania | Cronologia completa delle presenze e delle reti in nazionale ― Albania | Cronologia completa delle presenze e delle reti in nazionale ― Albania |
| Data                                                                   | Città                                                                  | In casa                                                                | Risultato                                                              | Ospiti                                                                 | Competizione                                                           | Reti                                                                   | Note                                                                   |
| ---------------------------------------------------------------------- | ---------------------------------------------------------------------- | ---------------------------------------------------------------------- | ---------------------------------------------------------------------- | ---------------------------------------------------------------------- | ---------------------------------------------------------------------- | ---------------------------------------------------------------------- | ---------------------------------------------------------------------- |
| 26-10-2022                                                             | Abu Dhabi                                                              | Arabia Saudita                                                         | 1 – 1                                                                  | Albania                                                                | Amichevole                                                             | -                                                                      |                                                                        |
| 9-11-2022                                                              | Marbella                                                               | Qatar                                                                  | 1 – 0                                                                  | Albania                                                                | Amichevole                                                             | -                                                                      |                                                                        |
| Totale                                                                 |                                                                        | Presenze                                                               | 2                                                                      |                                                                        | Reti                                                                   | 0                                                                      |                                                                        |

| Cronologia completa delle presenze e delle reti in nazionale ― Albania under 21 | Cronologia completa delle presenze e delle reti in nazionale ― Albania under 21 | Cronologia completa delle presenze e delle reti in nazionale ― Albania under 21 | Cronologia completa delle presenze e delle reti in nazionale ― Albania under 21 | Cronologia completa delle presenze e delle reti in nazionale ― Albania under 21 | Cronologia completa delle presenze e delle reti in nazionale ― Albania under 21 | Cronologia completa delle presenze e delle reti in nazionale ― Albania under 21 | Cronologia completa delle presenze e delle reti in nazionale ― Albania under 21 |
| Data                                                                            | Città                                                                           | In casa                                                                         | Risultato                                                                       | Ospiti                                                                          | Competizione                                                                    | Reti                                                                            | Note                                                                            |
| ------------------------------------------------------------------------------- | ------------------------------------------------------------------------------- | ------------------------------------------------------------------------------- | ------------------------------------------------------------------------------- | ------------------------------------------------------------------------------- | ------------------------------------------------------------------------------- | ------------------------------------------------------------------------------- | ------------------------------------------------------------------------------- |
| 16-6-2015                                                                       | Sollentuna                                                                      | Svezia under 21                                                                 | 4 – 1                                                                           | Albania under 21                                                                | Amichevole                                                                      | -                                                                               | 72’                                                                             |
| 20-5-2016                                                                       | Zell am See                                                                     | Rep. Ceca under 21                                                              | 1 – 1                                                                           | Albania under 21                                                                | Amichevole                                                                      | -                                                                               | 82’                                                                             |
| 23-5-2016                                                                       | Mittersill                                                                      | Rep. Ceca under 21                                                              | 1 – 1                                                                           | Albania under 21                                                                | Amichevole                                                                      | -                                                                               | 75’                                                                             |
| 10-8-2016                                                                       | San Benedetto del Tronto                                                        | Italia under 21                                                                 | 0 – 0                                                                           | Albania under 21                                                                | Amichevole                                                                      | -                                                                               |                                                                                 |
| 2-9-2016                                                                        | Atene                                                                           | Grecia under 21                                                                 | 2 – 1                                                                           | Albania under 21                                                                | Qual. Europeo Under-21 2017                                                     | -                                                                               |                                                                                 |
| 10-10-2016                                                                      | Petah Tiqwa                                                                     | Israele under 21                                                                | 4 – 0                                                                           | Albania under 21                                                                | Qual. Europeo Under-21 2017                                                     | -                                                                               |                                                                                 |
| Totale                                                                          |                                                                                 | Presenze                                                                        | 6                                                                               |                                                                                 | Reti                                                                            | 0                                                                               |                                                                                 |

## Palmarès

### Club

#### Competizioni nazionali
- Coppa d'Albania: 2

Vllaznia: 2020-2021, 2021-2022